# Петропілля (Ізюмський район)
Петропі́лля (в минулому — Іванівка) — село в Україні, у Оскільській сільській територіальній громаді Ізюмського району Харківської області Розташовано на відстані 9 км від села Заводи, 16 км від міста Ізюма. Площа 61,2 га. Населення 55 чоловік. До 2020 орган місцевого самоврядування — Заводська сільська рада.

## Географія
Село Петропілля знаходиться у одного із витоків річки Велика Комишуваха, на відстані 2 км розташоване село Андріївка, за 3 км — село Копанки. На відстані 3 км проходить автомобільна дорога Р79.

## Історія
Село засноване в 1774 році.
Село називалося раніше Іванівка. За радянської влади було перейменоване в Петропілля. В 30-х роках XX століття була Петропільська сільська рада. У післявоєнні роки село відроджувалося. Під час політики укрупнення сільських господарств село Петропілля було об’єднане з Заводською сільською радою. Утворився один колгосп з назвою «Прогрес» .
У селі знаходиться Братська могила 387 воїнів.
19 липня 2020 року, в результаті адміністративно-територіальної реформи та ліквідації Ізюмського району (1923—2020), село увійшло до складу новоутвореного Ізюмського району.

## Населення
Згідно з переписом УРСР 1989 року чисельність наявного населення села становила 84 особи, з яких 30 чоловіків та 54 жінки.
За переписом населення України 2001 року в селі мешкало 55 осіб. 100 % населення вказало своєю рідною мовою українську мову.

## Економіка
- Молочно-товарна ферма.